# Annabel Tavernier
Annabel Tavernier (Oostende, 8 maart 1989) is een Belgisch politica actief binnen de N-VA.

## Levensloop
Tavernier groeide op in Oostende en doorliep van 2001 tot 2007 haar secundair onderwijs aan het Onze-Lieve-Vrouwecollege. Ze behaalde in 2011 een master Politieke Wetenschappen aan de Universiteit Gent. Ook kon ze via uitwisselingsprogramma's vakken volgen aan de Zweedse Lunds universitet en Stanford University in de Verenigde Staten. Voorts behaalde ze aanvullende masters aan het Instituut voor Europese Studies van de Vrije Universiteit Brussel (2012) en de Diplomatische Academie in Wenen (2015). Tijdens haar opleiding liep ze in 2013 stage bij de Belgische ambassade in Zuid-Afrika en de Europese Delegatie in Namibië.
Ze werkte vanaf september 2015 als N-VA-fractiemedewerker Buitenlandse Zaken in het Europees Parlement en stapte na anderhalf jaar over naar het team van de Deense Europarlementariër Anders Vistisen, waar ze afdelingshoofd werd.
Tavernier werd bij de verkiezingen van 26 mei 2019 verkozen als Vlaams Parlementslid op de lijst van de N-VA in de Kieskring Brussel-Hoofdstad met 1.439 voorkeurstemmen. Als Vlaams Parlementslid zetelde ze in de commissies Onderwijs en Brussel, Vlaamse Rand en Dierenwelzijn en was ze vanaf juli 2019 ondervoorzitter van de N-VA-fractie. Vanaf 2020 zetelde ze eveneens als vast lid in de commissie Binnenlands Bestuur, Gelijke Kansen en Inburgering. Tavernier bleef Vlaams Parlementslid tot in juni 2024.
Bij de Europese verkiezingen van juni 2024 stond ze als tweede opvolger op de kieslijst van N-VA. Na haar parlementaire mandaat ging Tavernier in oktober 2024 aan de slag als kabinetssecretaris en raadgever parlementaire relaties op het kabinet van Vlaams minister Cieltje Van Achter.
Haar oom Jef Tavernier was medeoprichter van Agalev, de voorloper van Groen.